# Rückstrom (Bahn)
Als Rückstrom bezeichnet man die Summe der elektrischen Ströme, welche zwischen Bahnenergieverbraucher und Bahnstromspeisequelle über die Schienen und danach ggf. auch über weitere Rückleitungen fließt. Speisequelle, Hin- und Rückleiter sowie Verbraucher bilden einen elektrischen Betriebsstromkreis.

## Elektrischer Betriebsstromkreis

### Bahnenergieverbraucher
Bahnenergieverbraucher sind unter anderem:
- Triebfahrzeuge mit den Fahrmotoren für die eigentliche Zugförderung (Traktion) sowie mit z. B. Beleuchtung, Bordelektronik, Kompressoren, Zugfunk;
- in den Wagen z. B. Beleuchtung, Klimaanlage, Türsteuerung, Zugheizung, Bordbistro, TV an Bord, 50-Hz-Bordnetz u. ä.;
- elektrische Weichenheizungen;
- Zugvorheizanlagen.

### Speisequellen
Speisequellen sind die Unterwerke, die die Energie des öffentlichen oder Bahnstromnetzes an Speise- und Fahrleitung übergeben und bei denen die Rückströme in den Rückleiterschienen wieder zusammenlaufen und zum zweiten Pol geleitet werden.

### Rückleiter

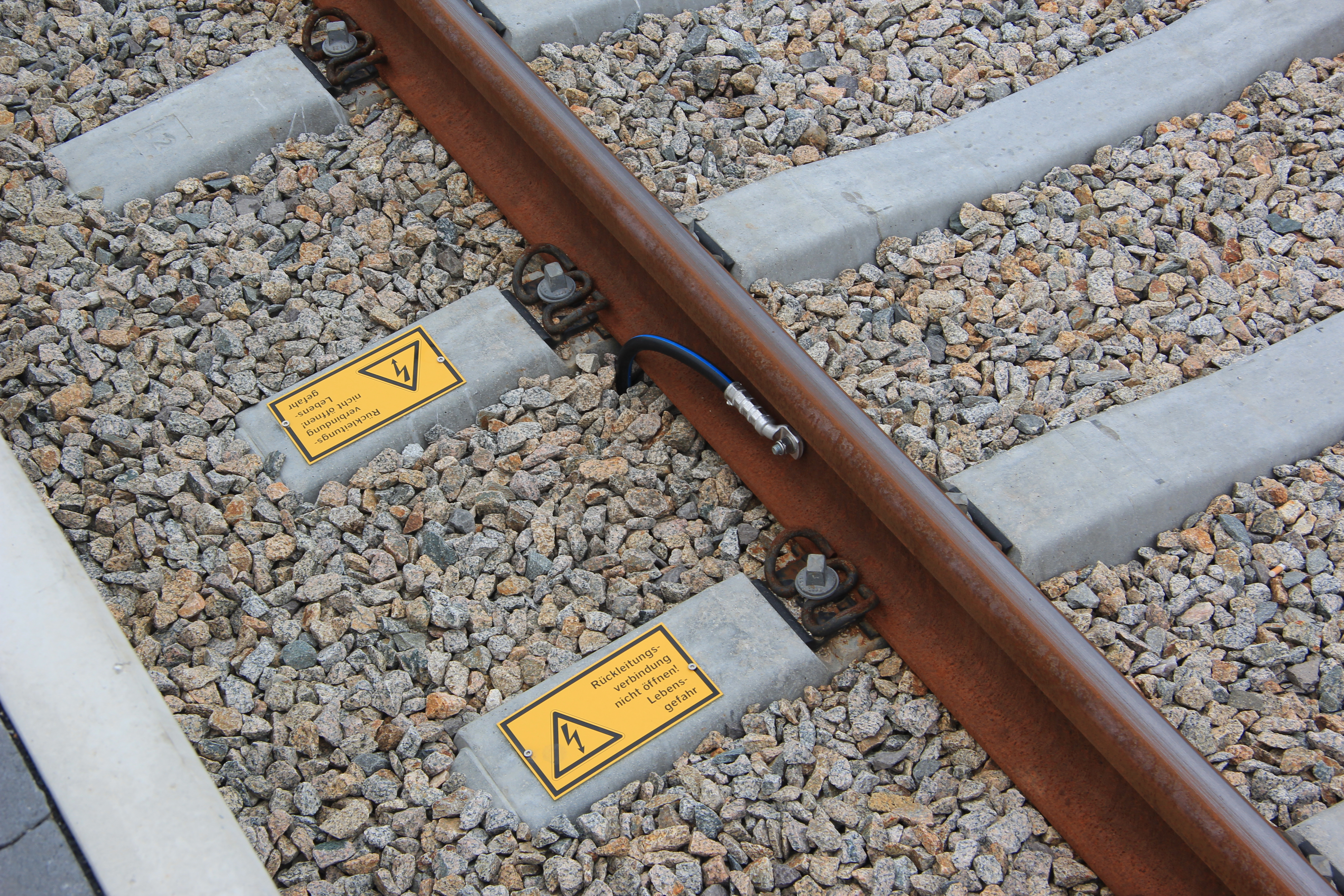
Rückleiter bei 15 kV ~ Bahnstromsystem

Rückleiter führen den Rückstrom zur Speisequelle zurück. Rückleiter sind zuvorderst die Schienen der Gleise. Da aber die Gleise direkt und/oder induktiv mit dem Erdreich verbunden sind und auch die Speisequellen geerdet sind, fließt ein Teil des Rückstroms auch über das Erdreich. Es gibt des Weiteren vereinzelte Abschnitte, in denen die Rückleitung aus verschiedenen Gründen über besondere Kabel oder Schienen erfolgen muss.  Jede Speisequelle versorgt einen Speisebezirk mit elektrischer Energie. In jedem Speisebezirk befinden sich i. d. R. mehrere Züge, Triebfahrzeuge oder stationäre Verbraucher. Das heißt, am Ort der Speisequelle treffen alle diesbezüglichen Rückströme ein. Entsprechend stark müssen die Rückleiteranschlüsse am Ort der Speisequelle dimensioniert sein.

## Stromrichtung
Die Bahnstromversorgung der elektrifizierten Eisenbahnen arbeitet nach dem Zwei-Leiter-Prinzip, bei der es für den elektrischen Strom nur einen Hin- und einen Rückleiter gibt. Die Stromrichtung wird nach der Energiebereitstellung definiert: Die Speisung der Verbraucher erfolgt von der Speisequelle quasi mit Hinstrom zu den Verbrauchern. Nach Umsetzung der Energie vor Ort fließt der Strom zurück zur Speisequelle.
- Hinleiter sind die Speise- und Fahrleitungen.
  - Speiseleitungen sind Kabel zu den Fahrleitungsabschnitten.
  - Fahrleitungen sind
    - Oberleitungen (bei Fern-, Regional-, Werks- bzw. Grubenbahnen),
    - Stromschienen (bei S-, U- oder Grubenbahnen).
- Rückleiter sind die Schienen, das Erdreich, besondere Kabel oder Rückstromschienen.

Diese Richtungsbetrachtung wird sowohl bei Gleichstrom- als auch bei Wechselstrombahnen angewandt, unabhängig davon, welche physikalische Polarität der elektrischen Spannung und welche physikalische Stromflussrichtung tatsächlich vorliegt.

## Angrenzende Themen

### Gefahren durch Rückstrom

#### Galvanisch verbundene Netze
Rückstrom beeinflusst auch immer die Schutzerdung von Anlagen im Bereich elektrischer Bahnen und umgekehrt. Daher sollte durch geeignete Maßnahmen ausgeschlossen werden, dass Anteile eines Rückstroms auch über geerdete Anlagen fließen.
Ebenso sollte ausgeschlossen werden, dass Anteile von Rückströmen über die Zugsammelschiene von Zügen fließen. Dafür existieren spezielle Vorgaben in Projektierungs- oder Planungsrichtlinien. Eine Ausnahme von dieser Regel ist beispielsweise die RENFE-Baureihe 730 ("Talgo 250 Hybrid"), bei der die Zugsammelschiene doppelt ausgeführt ist: Bei Betrieb des Generatorwagens (für nicht-elektrifizierte Strecken) wird dann der Rückstrom über eine der beiden Zugsammelschienen geführt, und nicht über die Gleise.

#### Bei Bauzuständen
Bei Bauarbeiten an Gleisen (z. B. Schienenauswechslung, Trennen oder Einsetzen von Schienen) ist zu beachten, dass bei einer Unterbrechung des „Rückleiters Schiene“ der Rückstrom einen anderen Weg nimmt. Damit dieser nicht über die Baumaschinen oder Menschen fließt, ist die Schienenunterbrechungsstelle vorher mit ausreichend dimensionierten Rückleiterkabeln zu überbrücken.
Bei Arbeiten an der Fahrleitung muss diese vorher ausgeschaltet und geerdet werden. Die Schutzerdung erfolgt durch Verbindungen der Fahrleitung mit der Schiene mindestens vor und hinter der Arbeitsstelle. Damit teilt sich der Rückstrom auf die bisherige Schiene und parallel über die Erdungs- und Kurzschlussvorrichtungen auf die Fahrleitung auf. Das ist zu berücksichtigen, wenn die Fahrleitung aufgetrennt werden soll. Ähnlich wie oben bei Gleisen beschrieben, ist die vorgesehene Unterbrechungsstelle in der Fahrleitung vorher mit ausreichend dimensionierten Rückleiterkabeln zu überbrücken.

#### Kurzschlussstrom
Im Falle eines Kurzschlusses im Bahnstromnetz kommt es zu vielfach höheren Strömen und damit auch Rückströmen. Wird der Kurzschluss durch die Sicherungseinrichtungen in den Unterwerken nicht rechtzeitig ausgeschaltet, können diese hohen Rückströme eine Gefährdung der Menschen, Fahrzeuge und Anlagen im Rückstromweg darstellen und zur Zerstörung von Bahnstromanlagen führen. Fehlende Schutzerden und Rückleiter (z. B. durch fehlerhaft ausgeführte Bauzustände, Zerstörung oder Diebstahl) bilden sogar eine unmittelbare, tödliche Gefahr für die Menschen.

### Streustrom
Der aus den Fahrschienen ins Erdreich austretende Strom wird als Streustrom, früher auch als Irr- oder vagabundierender Strom bezeichnet. Er fließt im Erdreich und – so vorhanden – auch über in der Erde liegende metallene Teile (Rohre, Erdungsanlagen u. ä.). Dabei kommt es an diesen Anlagen zu Korrosionsschäden und thermischer Beeinflussung. Umfang und Geschwindigkeit der Korrosion ist bei Gleich- und Wechselstrom unterschiedlich, Korrosionsschäden sind bei Gleichstrom deutlich ausgeprägter.

### Vermaschung der Rückleitung
Im Bereich mit mehreren Gleisen (z. B. in Bahnhöfen) verteilt sich der Rückstrom je nach den vorliegenden Übergangswiderständen zwischen Schienen und Erdreich unterschiedlich. Dabei könnte es zu unterschiedlichen elektrischen Potentialen der einzelnen Schienen oder Gleise kommen. Dagegen werden möglichst viele Schienen- und Gleisverbinder angebracht. Das dient sowohl dem Ausgleich der elektrischen Spannung zwischen den Gleisen als auch der Erhöhung des Gesamtquerschnitts der Rückleitung, was zur Verminderung des elektrischen Widerstands der Rückleitung und damit zur Verminderung der elektrischen Energieverluste im Betriebsstromkreis führt.
Die mögliche Anzahl der Schienen- und Gleisverbinder wird jedoch eingeschränkt durch die Notwendigkeit der Einrichtung von isolierten Gleisabschnitten für die Leit- und Sicherungstechnik.

### Zusammentreffen von Gleich- und Wechselstrombahnen

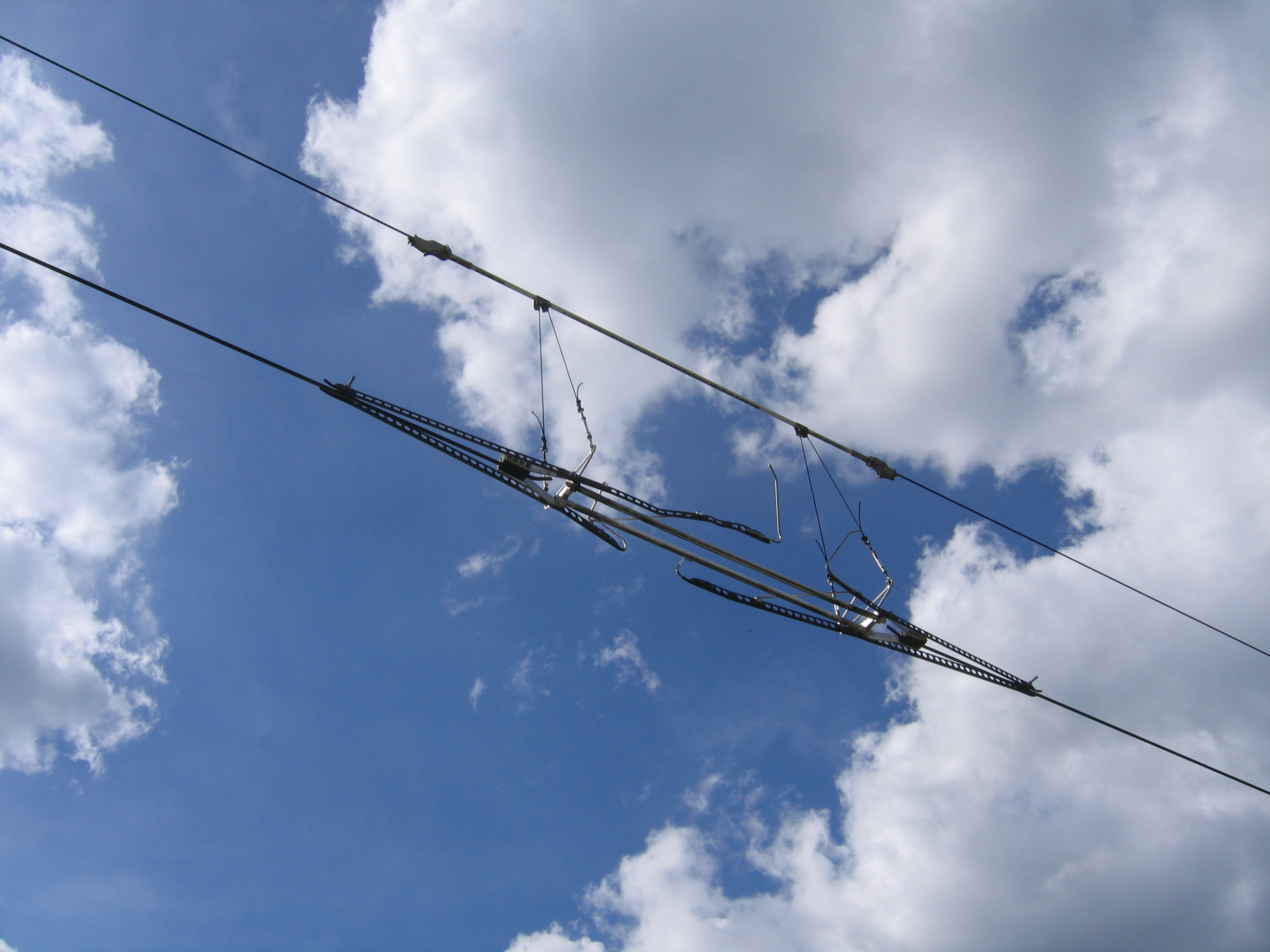
Stromsystemwechsel Stadtbahn Karlsruhe

An Schnittstellen von Gleich- und Wechselstrombahnen kann es zu einer gegenseitigen nachteiligen Beeinflussung durch Rückströme kommen. Schnittstellen können sein:
- Systemtrennstellen von internationalen Bahnstrecken mit verschiedenen Bahnstromsystemen; das deutsche, österreichische und schweizerische Eisenbahnnetz haben beispielsweise Wechselstrom, das niederländische, belgische, italienische, polnische und tschechische Gleichstrom;
- Kreuzung oder parallele Führung von Fernbahn (Wechselstrom) und S- oder U-Bahnen, Gruben- oder Straßenbahnen (Gleichstrom);

Die Beeinflussung des einen Netzes mit Rückströmen aus dem anderen Netz ist in beiden Richtungen unerwünscht:
- Einerseits bedrohen hohe Rückströme und Kurzschlussströme aus dem Bahnnetz die meist energieschwächeren und spannungsniedrigeren Gleichstromanlagen.
- Andererseits sättigen die Gleichströme Leistungstransformatoren und Motoren im Bahnenergienetz.
- In beiden Fällen führen unkontrollierte Rückströme zu unkontrollierten Potentialen im beeinflussten Netz. Dies könnte zur unzulässigen Überschreitung der Berührungsspannung und damit zu Gesundheits- oder Lebensgefährdung von Menschen führen, die mit den durchströmten Anlageteilen des einen oder anderen Netzes in Berührung kommen.

Zur Vermeidung von irregulären Verhältnissen werden die Gleisnetze von Gleich- und Wechselstrombahnen in Deutschland konsequent galvanisch getrennt. In Gleisverbindungen zwischen ihnen werden doppelte Isolierstöße, sogenannte »Abriegelstöße«, eingebaut. Wenn Gleisabschnitte gleichzeitig mit Wechsel- und Gleichspannung elektrifiziert werden müssen, dann ist es zur Beibehaltung der galvanischen Trennung erforderlich, die Wechselspannung über einen Trenntransformator einzuspeisen. Ein Beispiel dafür sind die Bahnsteig- und Kehrgleise im Bahnhof Birkenwerder (b Berlin). Eine andere Möglichkeit sind umschaltbare Fahrleitungsabschnitte. Genutzt wird sie insbesondere in Systemwechselbahnhöfen zwischen Gleich- und Wechselspannungsnetzen wie Aachen Hauptbahnhof, doch dann ist der gleichzeitige Betrieb von Gleich- und Wechselspannungsfahrzeugen nicht möglich.
Anders wird das Problem in der Schweiz gehandhabt, wo vielerorts durch geeignete Maßnahmen die Erdsysteme (EW- und Bahnerde) verbunden sind, ohne dass Störungen in den jeweiligen Netzen (EW oder Bahn) auftreten. Voraussetzung ist jedoch, dass das Eisenbahnnetz flächendeckend mit einem Rückleitungsseil parallel zur Fahrleitung ausgerüstet ist.